# Salaberry-de-Valleyfield
Salaberry-de-Valleyfield är en stad (kommun av typen ville) och tätort (centre de population) i provinsen Québec i Kanada. Den ligger i regionen Montérégie, i den sydöstra delen av landet, 120 km öster om huvudstaden Ottawa. Antalet invånare vid folkräkningen 2021 var 42 787 i kommunen och 41 655 i tätorten.